# Donau, Duna, Dunaj, Dunav, Dunarea
Donau, Duna, Dunaj, Dunav, Dunarea è un film del 2003 diretto da Goran Rebić. Il film è incentrato sulle vicende di comandante di un battello fluviale, il Donau, che porta lo stesso verso il Mar Nero lungo il fiume Danubio.

## Trama
Il film racconta l'ultimo viaggio del DONAU, una vecchia nave arrugginita e del suo capitano, Franz da Vienna. Un giovane salito a bordo con una bara, per rispettare le ultime volontà del defunto, costringe il capitano a deviare la rotta verso il Mar Nero.